# Антоњин Дворжак
Антоњин Дворжак (чеш. Antonín Leopold Dvořák - слушајⓘ; Нелахозевес, 8. септембар 1841 — Праг, 1. мај 1904) био је чешки композитор и диригент романтичне музике. Успешно је комбиновао народну музику са симфонијском и камерном музиком. Након Беджиха Сметане, био је други чешки композитор који је постао светски славан. Следећи Сметанов националистички пример, Дворжак је често користио аспекте, специфично ритмове, народне музике Моравије и његове родне Бохемије. Дворжаков сопствени стил је био описиван као „потпуна реконструкција националног идиома са симфонијском традицијом, апсорбовањем народних утицаја и проналажењем ефикасних начина њиховог коришћења”.
Дворжак је испољио свој музички таленат у раном добу, као способан ученик виолине од шестогодишњег узраста. Први јавни наступи његових дела били су у Прагу 1872. године, и са посебним успехом 1873. године, када је имао 31 годину. Тражећи признање изван подручја Прага, он је прво поднео своју Прву симфонију на наградно такмичење у Немачкој, али није победио, а рукопис који није враћен, био је изгубљен до открића много деценија касније. Затим је 1874. први пут поднео прилог за Аустријску државну награду за композицију, чиме су биле обухваћене две симфоније и други радови. Мада Дворжак није био свестан тога, Јоханес Брамс је био водећи члан жирија и био је веома импресиониран. Награда је додељена Дворжаку за 1874. годину, и поново за 1876, и за 1877, кад су се Брамс и проминентни критичар Едуард Ханслик, такође члан жирија, упознали с њим. Брамс је препоручио Дворжака свом издавачу, Симроку, који је убрзо потом наручио оно што је постало познато као Славонски плесови, Оп. 46. Њих је веома високо оценио берлински музички критичар Луи Елерт 1878. године, партитура (од оригиналне клавирске верзије за 4 руке) имала је одличну продају, и Дворжакова међународна репутација је коначно започела.
Дворжаков први комад религиозне природе, његова постава Stabat Mater, премијерно је изведена у Прагу 1880. године. Тај комад је веома успешно изведен у Лондону 1883. године, чему су следила многе друга извођења у Уједињеном Краљевству и Сједињеним Државама. У својој каријери, Дворжак је направио девет позваних посета Енглеској, при чему је често дириговао извођењу својих радова. Његова Седма симфонија је написана за Лондон. Посетивши Русију у марту 1890, он је дириговао на концертима своје музике у Москви и Санкт Петербургу. Године 1891 Дворжак је био именован за професора на Прашкој конзерваторији. Током 1890–91, он је написао свој Думки Трио, један од његових најуспешнијих комада камерне музике. Године 1892, Дворжак је прешао у Сједињене Државе и постао директор Националног конзерваторијума за музику Америке у Њујорку. Током боравка у Сједињеним Државама, Дворжак је написао своја два најуспешнија оркестарска рада. Симфонија Из Новог Света је раширила његову репутацију широм света. Њебов Концерт за виолончело један је од најцењенијих виолончелистичких концерата. Он је такође написао свој Амерички гудачки квартет, његово најцењеније дело камерне музике. Међутим, нередовно исплаћивање његове плате, заједно са све већим признавањем у Европи и наступима носталгије, навели су га да напусти Сједињене Државе 1895. године и да се врати се у Бохемију.
Дворжакових девет опера осим његове прве, Алфред, имају либрета у чешком и посвећене су портретисању чешког националног духа, као што су била и његова четири хорска рада. Далеко најуспешнија међу његовим операма је Русалка. Међу његовим мањим радовима, седма Хумореске и песма „Песме које ме је мајка научила” су широко извођене и снимане. Он је био описиван као „вероватно најсвестранији ... композитор његовог времена”.

## Биографија
Рођен је у Хабсбуршкој монархији, на простору данашње Чешке, у околини главног града Чешке, Прага, где је и провео цео свој живот изузев периода између 1892. и 1895. године када је био директор конзерваторијума у Њујорку.
Антоњин Дворжак је поред Беджиха Сметане најважнији представник чешке народне музике. Најчешће је за своје мелодије користио чешки народни фолклор, али користио је и националне фолклоре других словенских народа, као и народа Северне Америке. Био је свестран композитор: стварао је симфоније (најпознатија је у е-молу „Симфонија Новог Света“ настала 1893), опере, симфонијске поеме, песме, увертире, оркестарске композиције, камерну музику као и концерте.
Антоњин Дворжак је био следбеник неоромантизма. Поред Сметане је један од твораца чешке националне школе.

### Од уста до ува
Антоњин Дворжак рођен је 8. септембра 1841. године северно од Прага у малом месту с именом Нелахозевес. Дворжак је bio најстарији син од четрнаестеро деце, од којих је осам преживело дојеначко доба. Његов отац Франтишек Дворжак (1814–1894) има два занимања: он је истовремено и угоститељ и месар у Нелахозевесу, а професионално је свирао цитру. Мајка му је била Ана, рођена Здеккова (1820–1882), а била је кћерка Јосефа Зденек, чувара Принца Лобковица.
Малог Антоњина Дворжака врло рано уводе у свет музике те он убрзо показује истинску надареност која импресионира његове прве учитеље. У родном граду у основној школи 1847. године почео је да учи да свира виолину, тада популарни инструмент у подручју Бохемије, код учитеља Јосефа Спица. Ускоро постаје члан градског оркестра који сваке недјеље прати богослужја у малој цркви у Нелахозевесу. Међутим Франтишек Дворжак је опседнут је само једним: да његов прворођени син преузме породични посао месара. Није намеравао да развија несумњиви музички дар младог Антоњина. Године 1853. шаље свога сина у суседни град Злонице, код ујака Антоњина Зденека, да тамо живи, учи немачки језик, који је у оно доба био преко потребан сваком трговцу, те да постане месар. И кад је Антоњин Дворжак мудро и с тугом послушао свог оца, судбина је покуцала на његова врата.
Заправо, његов професор немачког Антон Лихман исто је тако страствен музичар. Приметивши музичке склоности свог ученика, предлаже му да се придружи његову аматерском оркестру који свакога викенда свира на бројним народним забавама. Уз учење немачког језика, учи и музичку теорију, те свирање оргуља и виолине. Антон Лихман и Антоњин Дворжак исто тако редовно свирају заједно, учитељ немачког на оргуљама, а ученик на виолини. Након године дана Франтишек Дворжак дубоко је разочаран напретком свог сина у учењу немачког језика. Он, међутим, ништа не зна о музичком буђењу Антоњина Дворжака. Стога одлучује да пошаље сина нешто даље, у погранични град Ческе Каменице. Његов нови професор немачког, Франц Ханке, искусни је љубитељ музике који ће приметити даровитости свог ученика, додуше не за језике, него за музику. Кад се 1856. године, у својој петнаестој години, Антоњин Дворжак вратио се у родни Нелахозевес, није могао одбити да помаже својем оцу у породичној месари.
Током две године је радио у очевој радњи. Редовно је у својим слободним данима, одлазио у Злонице код свог некадашњега професора немачког Антона Лихмана како би свирао виолину. Професор је с муком успео да наговори Антоњиновог оца да га пусти да иде у Праг, да ради као музичар, мада под условом да постане оргуљаш.

### Праг, град музике
Крајем 1857. године Антоњин Дворжак уписује се у оргуљашку школу у Прагу, оргуље учи код Јосефа Фоерстера, певање код Јосефа Звонара, а теорију Франтишека Блажека. Такође узима и додатне лекције из немачкој језика, наступао је као додатни музичар свирајући виолину с бројним музичким групама и оркестрима. Диплому је стекао без икаквих тешкоћа 1859. године. Исте године је почео да свира као виолиста у оркестру Карела Комзака који је наступао по ресторанима и баловима, а од 1862. године Јан Непомук Магра ангажује оркестар на три концерта недељно у Prozatimnom divadlu (Народном позоришту) у Прагу. Ово је било повољно за Антоњина Дворжака, не само да се тако могао упознати са све ширим репертоаром, него је имао и прилике да прошири круг познанстава. Године 1866. долази у прашко Народно позориште нови директор, Беджих Сметана, на место Јана Непомука Магра. Он ће снажно утицати на опус Антоњина Дворжака.
Још у време побуне чешкога пука против доминације Хабсбурговаца, која се одиграла у Прагу 1848. године, композитор „Влтаве” стаје на чело побуњеника који траже стварање и признавање чешког националног идентитета. Његово 1. објављено дело је опера „Краљ и његова слуга” према чешком либрету. У раздобљу од 1871. до 1873. године писао је коморну музику, као и химну „Наследници беле планине”.

### Прва зрела дела
Године 1878. написао је 8 славенских плесова, који се сматрају врхунским делом (2 фуријанта, југославенски плес, полка, 2 соуседске и 2 скоцне), а годину дана касније је написао познати „Концерт за виолину и оркестар у а-молу”. У овим се делима може препознати композиторова зрелост.

### Дворжак и Лондон
Године 1884. је гостовао на више путовања у Лондону, где је извео „Stabat Mater” (или „Стала мајка препуна бола”). Као наруџбине из Бирмингема су настали познати ораторијуми: „Дух младе” и „Света Лудмила” (1. велики ораторијум на чешком). Уз то написао је своју прву успешну симфонију: „VII симфонију у д-молу оп. 70”.

### Повратак у Чешку 1886.
Године 1886. се Дворжак вратио у Чешку и написао још 8 славенских плесова (одземек, думка, шпацирка, коло, соуседска и 2 мазурке, а 1. мазурка се сматра „симболом Дворжакове музике”). Уз славенске плесове компоновао је и „Мису у Д-дуру”.

### Плодно раздобље 1889-1892
Енглеска му је била велика инспирација за своју нову „VIII симфонију у Г-дуру”, коју је назвао „Енглеском”. Она је компонована 1889. godine. Следеће гоdine компонује poznati „Requiem op. 89”, koji se smatra jednim od najboljih napisanih requiema uopште. Godine 1891/1892. је компоновао 3 познате концертне увертире: „У природи оп. 91”, „Карневал оп. 92” и „Отело оп. 93”.

### Величанствена дела америчког раздобља
У септембру 1892. године добио је место диригента у „Националној музичкој консерваторији” у Њујорку, за тада огромну плату од 15.000 УСД годишње. Убрзо након доласка у Америку, Дворжак је написао серију чланака у којима се осврће на стање америчке музике. Подупирао је концепт да афроамеричка музика и музика америчких Индијанаца постане основа за развој америчке националне музике. Упознао је Харија Берлија, свога ученика у то време и једног од првих афроамеричких композитора. Берли је упознао Дворжака с традиционалном америчком спиритуалном музиком. У Америци је написао позната дела као  симфонију у е-молу „Из Новог света оп. 95” (која је његова најпознатија симфонија).
Лето 1893. године провео је с породицом у чешкој заједници у градићу Спилвил, савезна држава Ајова, где су неки рођаци имигрирали, а током боравка је компоновао Гудачки квартет у Ф-дуру, оп. 96 „Амерички”. Остала познатија дела из САД су „Те Деум” и „Концерт за виолончело и оркестар у х-молу”, које је његово посљедње „америчко дело”. Вратио се из САД са супругом 27. априла 1895. године.

### Повратак у Чешку 1895.
Године 1895. се вратио у Чешку и написао своје последње гудачке квартете, с којима је завршио своје инструментално деловање. До своје смрти компоновао је само опере. Године 1900. компоновао је „Русалку” која је његова најлепша опера (у њој се налази и позната „арија за месец”).

### Армида: Последње дело Антоњина Дворжака
Године 1903. завршио је компоновање својег последњег дела и последње опере: „Армиде”. Током премијерног извођења је морао да изађе из позоришта, јер му је позлило. Било је утврђено да има обољење јетре. Дана 1. маја је умро од потреса мозга. Многи људи су га отпратили.

## Одабрана дела
- Опере
  - Русалка
  - Јакобин
  - Ђаво и Каћа
- Симфоније
  - Симфонија Новог Света
- Концерти
  - За виолину
  - За виолончело
  - За клавир и оркестар
  - Хумореска
  - Словенске игре

## Дворжак и Брамс
Један од најближих Дворжакових колега композитора био је Јоханес Брамс. Дворжак је компоновао своје „Славенске плесове” у исто време када је Брамс писао своје „Мађарске плесове”. Дан данас се та дела упоређују. Занимљиво је и да је Брамс своје плесове прво компоновао за клавир, а Дворжак је последње „Мађарске плесове” обрадио за оркестар.